# Grenelle de l'insertion
Pour les articles homonymes, voir Grenelle.
 (février 2023).
Si vous disposez d'ouvrages ou d'articles de référence ou si vous connaissez des sites web de qualité traitant du thème abordé ici, merci de compléter l'article en donnant les références utiles à sa vérifiabilité et en les liant à la section « Notes et références ».
Le grenelle de l'insertion est un ensemble de rencontres politiques devant être organisées en France, visant à prendre des décisions sur l'insertion et les aides à la personne en France.
Le Grenelle de l'insertion a été annoncé le 2 octobre 2007 par le président français Nicolas Sarkozy.
Martin Hirsch, haut Commissaire aux solidarités actives contre la pauvreté, est chargée d'organiser cette consultation. Diverses pistes de réflexion ont déjà été évoquées sans pour autant avoir été confirmées :
- une réflexion sur une hypothétique « fusion des minima sociaux et du bouclier sanitaire ». (RMI, ASS, API, AAH) ;
- une réflexion sur un « contrat unique d'insertion » ;
- une réflexion sur la durée légale des contrats aidés (« faire sauter le cadre des 24 mois »).

Les 23 et 24 novembre 2007 à Grenoble, les travaux du grenelle de l’insertion ont été officiellement lancés.
Le 10 et 11 avril 2008, le haut commissaire aux Solidarités actives contre la pauvreté, le ministère de la justice, la FNARS organisent une rencontre territoriale du Grenelle de l'Insertion à Toulouse, sur les thèmes : enjeux et méthodes de l’insertion socioprofessionnelle
Insertion professionnelle des personnes détenues.
La mission d’insertion de la détention est freinée par de multiples facteurs. La question qui est posée dans cette rencontre est très pragmatique : Comment construire un accès direct à l’emploi à la sortie de la détention ?